# Lance Davids
Lance Davids (* 11. April 1985 in Kapstadt) ist ein ehemaliger südafrikanischer Fußballspieler und Nationalspieler seines Landes, der beim Lierse SK in der belgischen Jupiler Pro League unter Vertrag stand.

## Karriere
Entdeckt wurde Davids 2004 im Alter von 18 Jahren vom ehemaligen südafrikanischen Nationaltrainer Stuart Baxter. 2001 wechselte er von Hellenic FC in die U-19-Abteilung vom TSV 1860 München. Zur Saison 2004/05 stieg er zur Profimannschaft auf, schaffte dort aber nicht den Durchbruch. Sein Bundesligadebüt gab er im Derby gegen die Bayern, als er für Harald Cerny eingewechselt wurde. Bei seinem Debüt stellte er mit 18 Jahren und 225 Tage einen neuen Vereinsrekord als jüngster Bundesligaspieler auf. Er war 17 Tage jünger als der bisherige Rekordhalter Helmut Roth. Nach Delron Buckley (Bochum) und Bradley Carnell (Gladbach), Rowan Hendricks (Frankfurt), Glenn Jordens (Darmstadt) und dem später eingedeutschten Sean Dundee (KSC, Stuttgart) war Davids der sechste Südafrikaner in der Bundesliga.
Im Januar 2006 wechselte er nach Schweden und spielte bis 2008 bei Djurgårdens IF. Anfang 2009 kehrte er nach Südafrika zurück, vor allem um sich einen Platz in der Nationalmannschaft zu sichern. Zunächst war er für SuperSport United am Ball, ging aber schon nach sechs Monaten zu Ajax Cape Town.
Zur Saison 2010/2011 erfolgte erneut der Wechsel nach Europa. Er unterschrieb einen Vertrag in Belgien bei Lierse SK. 2013 kehrte er zurück nach Südafrika zu Ajax Cape Town, wo er zwei Jahre später seine Karriere beendete.

## Nationalmannschaft
Sein erstes Länderspiel absolvierte er am 30. März 2004 gegen Australien.